# Hans Kaufmes
Hans Kaufmes (auch Johann Kaufmes oder John Kaufmes, * 29. August 1897 in Brenndorf, Siebenbürgen, Königreich Ungarn; † 23. November 1971 in Corvallis (Oregon), Vereinigten Staaten von Amerika) war Landwirtschaftsfachmann, „Landesbauernführer“ der „Deutschen Volksgruppe in Rumänien“ (DViR), Leiter des „Landesbauernamtes“ der DViR und von 1940 bis 1944 Vizebürgermeister in Kronstadt (heute Brașov).

## Leben
Kaufmes studierte Agrarwissenschaft (B.S.) in Rumänien und schloss sein Studium 1922 an der Universität Hohenheim in Stuttgart als Diplom-Landwirt (M.Agr.) ab. Von 1923 bis 1938 arbeitete er als Direktor der Ackerbauschule im Marienburg (heute Feldioara). Er unterzeichnete als Dritter die gegen den Bischof der Evangelischen Landeskirche Augsburgischen Bekenntnisses in Rumänien Viktor Glondys am 21. Juli 1934 gerichtete Erklärung führender Nationalsozialisten in Rumänien „Zur Klarstellung der Lage. Ein Wort an alle deutschen Volksgenossen“. 1938 vertrat er als „Landesbauernführer“ die „Volksgemeinschaft der Deutschen in Rumänien“ in der „Front der Nationalen Wiedergeburt“ und nahm an den Gesprächen zur Gleichschaltung der Deutschen in Rumänien mit Edit von Coler teil.
1940 bis 1944 war Kaufmes Vizebürgermeister in Kronstadt (Brașov). Am 16. November 1940 unterzeichnete er die mit dem Siebenbürgisch-sächsischen Landwirtschaftsverein getroffene „Vereinbarung“, diesen in den Rahmen des Gaubauernamtes Siebenbürgen einzugliedern. Am 8. Mai 1942 wurde Hans Kaufmes als der Landesbauernführer der „Deutschen Volksgruppe in Rumänien“ auf fünf Jahre zum Mitglied im Ständigen Rat der Landwirtschaft ernannt. 1942 reiste er in einer Abordnung des rumänischen Landwirtschaftsministeriums auf Einladung des Reichsministeriums für Ernährung und Landwirtschaft nach Deutschland. Im Oktober 1943 wurde er zusammen mit dem Delegationsführer der rumänischen Studienkommission Călniceanu vom rumänischen Gesandten Gheorghe in Berlin empfangen. Mitte März 1944 heiratete Kaufmes’ Tochter Adele den Volksgruppenführer Andreas Schmidt.
Kaufmes forcierte den nationalsozialistischen Genossenschaftsgedanken, nach dem die Wirtschaft im Dienste der Gemeinschaft zu stehen habe und die Gesetze der Blutsgemeinschaft denen der Wirtschaft übergeordnet sein müssten. Den Bauern sollte durch das Genossenschaftswesen die Sorge um Absatz, Beschaffung und Preisgestaltung weitgehend abgenommen werden, ihre Kräfte müssten für die Produktion frei werden. Unter diesen Gesichtspunkten entstanden im Buchenland die Hauptgenossenschaft „Bauernwerk“, in Bessarabien die Hauptgenossenschaft „Bauernsegen“ und in Siebenbürgen die „Bauernhilfe“.
Nach dem Königlichen Staatsstreich in Rumänien am 23. August 1944 weilte eine Anzahl Familien führender Amtswalter der Volksgruppe auf Urlaub in der Nähe von Reps (rumänisch Rupea). Noch zu Beginn September 1944 wurde Kaufmes durch eine Frontlücke zu diesen Familien geschickt. Er hinterließ ihnen einen Geldbetrag, die Familien selbst aber verblieben entsprechend der Weisungen der Volksgruppenführung im feindbesetzten Südsiebenbürgen, gemeinsam mit der Mehrzahl der übrigen Mitglieder der Volksgruppe. Kaufmes hingegen flüchtete nach Österreich, wo er sich in Innsbruck als Student einschrieb und 1946 zum Dr. phil. promovierte. Bis 1949 war er im landwirtschaftlichen Dienst Tirols als Landwirtschaftslehrer an der Lehranstalt in Rotholz beschäftigt.
Kaufmes beschloss darauf nach Australien auszuwandern, stellte aber 1950 in Hamburg fest, dass die Voraussetzungen für ihn in den USA günstiger waren. Hier war er zunächst als Hilfsarbeiter beim Tierzuchtinstitut der Oregon State University in Corvallis tätig, ab 1956 bekleidete er dort bis 1969 die Funktion eines Research Associate (Assistant Professor) for Animal Science.

## Veröffentlichungen
Auswahl:
- Die Landwirtschaft und ihre einzelnen Zweige. In: Das sächsische Burzenland. Kronstadt 1925.[9]
- Das Generationenproblem in unserer sächsischen Bauernschaft. In: Klingsor. 11, 1934.[10]
- Zur Gesundung des deutschen Bauerntums. In: Volk im Osten. September 1940.[6][10]
- Aufruf zum Bäuerlichen Berufswettkampf 1941. April 1941.[6]
- Die Neuordnung der rumänischen Landwirtschaft in der zukünftigen europäischen Wirtschaftordnung. In: Volk im Osten. 1941.[11]
- Die Landesbauernschaft der Deutschen Volksgruppe in Rumänien. 1942.[6]
- Deutscher Bauer, halte die Heimatfront! An die deutsche Bauernschaft. Februar 1942.[6]
- Unser Erntedank. Oktober 1942.[6]
- Bauer sein, heisst Soldat sein! (Rede auf dem Erntedankfest der „Deutschen Volksgruppe in Rumänien“ in Neu-Arad), Oktober 1942.[6]
- Der Bauer im Kriegsjahr 1943. Februar 1943.[6]
- Die deutsche Bauernschaft im 5. Kriegsjahr. November 1943.[6]
- Sicherung der Ernährungsgrundlage. April 1944.[6]
- Arbeit und Brot. April 1944.[6]
- Unser Bauerntum. In: Heinrich Zillich (Hrsg.): Heimat im Herzen – Wir Siebenbürger. Akademischer Gemeinschaftsverlag, Salzburg 1949, DNB 576969001, S. 223.
- Kleines Lehrbuch der Landwirtschaft unter besonderer Berücksichtigung der Wirtschaftsverhältnisse in den Alpenländern. Innsbruck o. J.[12]
- John Kaufmes, E. F. Johnston, Frank Hudson, Ralph Bogart: Retention of Injected Testosterone in the Meat of Adult Ewes. In: Journal of Animal Science. 1954. (englisch)

## Zitat
In Kaufmes’ Veröffentlichung Deutscher Bauer, halte die Heimatfront heißt es 1942 unter anderem:
„Die Volksgruppenführung hat die Mobilisierung der Heimatfront angeordnet. Ihre Aufgabe wird es sein, das Brot zu sichern, das wir für das tägliche Leben brauchen. Der Bauer wird hierbei als Nährstand des Volkes den Hauptteil der Arbeit tragen müssen. Auf dem gesamten Siedlungsgebiet unserer Volksgruppe wurde der 30. Januar als Tag der Machtübernahme der nationalsozialistischen Bewegung Adolf Hitlers gefeiert. In unzähligen Dörfern sprachen die Amtswalter der Volksgruppenführung zum deutschen Bauern. Unsere gesamte deutsche Presse hat ebenfalls in eindrucksvoller Weise die weltgeschichtlichen Auswirkungen dieses Tages hervorgehoben. Darüber hinaus haben tausend und abertausend Volksgenossen die Rede des Führers gehört, die den Auftakt bildet zum Geschehen des neuen Jahres. Aus all dem klang heraus, daß wir vor der Entscheidung stehen. Es hämmerte gleichsam an jedes einzelnen Menschen Herz und Sinnen, daß der Krieg gewonnen werden muß und daß gesiegt werden wird! [...] Vom deutschen Bauern erwartet man, daß er auch unter den schwierigsten Verhältnissen den ganzen Acker bestellt. Dies muß selbst dann geschehen, wenn Einrückungen, Requirierungen aller Art in einem größeren Ausmaß erfolgen. Je schwerer es sein wird, desto größer wird auch die Freude und der Stolz sein, den das Bauerntum haben wird, beigetragen zu haben, den größten Sieg aller Zeiten miterringen zu helfen.“